# Liste der Länder mit DVB-T-Betrieb

DVB-T-Logo

Weltweite Verbreitung von DVB-T in Blau

Diese Liste umfasst eine Aufstellung verschiedener Länder mit DVB-T oder DVB-T2 als terrestrisches, digitales Fernsehübertragungsverfahren. DVB-T, die Abkürzung steht für engl. „Digital Video Broadcasting – Terrestrial“; zu Deutsch etwa: „Digitales, terrestrisches Fernsehen“ und der Nachfolger DVB-T2 bezeichnen Varianten von DVB, die für die Funkübertragung von digitalen Hörfunk- und Fernsehsignalen über terrestrische (erdgebundene) Wege verwendet werden.
DVB-T wurde 1997 von dem Europäischen Institut für Telekommunikationsnormen (ETSI) im Standard EN 300 744 festgelegt. Es folgte im Jahr 2009 der Nachfolger DVB-T2 im Standard EN 302 755.

## Übersichtstabelle DVB-T
| Verbreitungsgebiet      | Umstellungsbeginn                                                                              | Analogabschaltung                                                   | Multiplexe |
| ----------------------- | ---------------------------------------------------------------------------------------------- | ------------------------------------------------------------------- | --- |
| Australien              | 2001, Testbetrieb seit 1998                                                                    | 2010 (VIC) – 2013 (WA)                                              | nutzt DVB-T, auch für HDTV (in MPEG2) |
| Belgien                 | 2003–2007, Testbetrieb seit 2002                                                               | Flandern: abgeschaltet am 3. November 2008; Wallonien: 1. März 2010 | je nach Region 0–15 Sender und Radio |
| Bosnien und Herzegowina |                                                                                                | 2014                                                                | |
| Bulgarien               | Juni 2008                                                                                      | 2013                                                                | 3 landesweite und 12, später 15 regionale Multiplexe in MPEG4 |
| Dänemark                | 1. April 2006                                                                                  | 31. Oktober 2009                                                    | 5, davon 3 Pay-TV |
| Deutschland             |                                                                                                |                                                                     | Liste der DVB-T-Sender in Deutschland |
| Estland                 | 23. Dezember 2003                                                                              | 1. Juli 2010                                                        | 4 (Muxe 1–3 seit Dezember 2006 MPEG-4, Mux 7 DVB-T2 seit ca. Ende 2009), insges. bis 30 Programme frei und Pay-TV; Muxe 4/6 geplant (Mux 5 als „Digitale Dividende“ aufgegeben) |
| Finnland                | 27. August 2001                                                                                | 1. September 2007                                                   | 4 |
| Frankreich              | 17. Januar 2005                                                                                | 29. November 2011                                                   | 6 (19 Free-TV, davon 4 auch in HDTV, 11 Pay-TV, davon 1 in HDTV) |
| Griechenland            | 16. Januar 2006                                                                                | 2013                                                                | 14 landesweite und 24 regionale TV-Sender. 7 der landesweiten Sender strahlen in MPEG-4 aus, alle anderen in MPEG-2 |
| Großbritannien          | 15. November 1998 als ONDigital (Pay-TV) und 30. Oktober 2002 als „Freeview“ (frei empfangbar) | 2008 bis 23. Oktober 2012                                           | 6, auch Radio |
| Italien                 | 11. April 2004, Testbetrieb seit 2003                                                          | 4. Juli 2012                                                        | 18 nationale (zukünftig 21) und zahlreiche regionale Muxe, auch Radio, SD in MPEG2, HD in MPEG4 (derzeit die Programme der RAI und Mediaset, in Südtirol auch Das Erste HD, ZDF HD, SF1 HD, SF2 HD, ORF eins HD und ORF 2 HD), Netto-Datenübertragungsraten der Muxe liegen zwischen circa 20–24,882 Mbit/s |
| Kolumbien               |                                                                                                |                                                                     | Im Jahre 2006 wurde die Entscheidung für die Einführung eines terrestrischen digitalen Fernsehstandards getroffen. Am 28. August 2008 entschied sich die zuständige nationale Fernsehkommission (CNTV) für den europäischen Standard für digitales terrestrisches Fernsehen DVB-T. |
| Kroatien                | Januar 2010, Testbetrieb früher, teilweise HDTV, Abdeckung 98 % (Stand: 2010)                  | Ende 2010                                                           | 5 (davon 3 in DVB-T/MPEG2 sowie 2 verschlüsselt in DVB-T2/MPEG4) HRT1, HRT2, HRT3 & HRT4, NovaTV, DomaTV, RTL, RTL2 Landesweiter regionalisierter MUX D Bezahlfernsehen über DVB-T2 (evotv) in Betrieb. |
| Litauen                 | Juni 2006                                                                                      | 29. Oktober 2012                                                    | 3 |
| Luxemburg               | 1. Juni 2006                                                                                   | 1. September 2006                                                   | 3 |
| Marokko                 |                                                                                                |                                                                     | In einigen Städten im Binnenland finden DVB-T-Ausstrahlungen statt, beispielsweise in Fès, Ouarzazate und Zagora. Dabei werden jeweils zwei Muxe auf den unteren acht UHF-IV-Kanälen ausgestrahlt, deren Belegung stets gleich ist: - Mux 1: Al Aoula (SNRT 1), Arrabia (SNRT 4), Arriadia (SNRT 3), Assadissa (SNRT 6), TV 2M - Mux 2: Aflam.TV (SNRT 7), Amazighia (SNRT 8) Sämtliche Sender werden als verschlüsselt eingelesen, sind jedoch unverschlüsselt. Die Ausstrahlung erfolgt im Seitenverhältnis 4:3 in MPEG-2. |
| Mazedonien              |                                                                                                | 1. Juni 2013                                                        | 8 |
| Niederlande             | April 2003 bis 2006                                                                            | 11. Dezember 2006                                                   | 5 (4 Free-TV, 19 Pay-TV, 17 Radio) |
| Norwegen                | September 2007                                                                                 | Dezember 2009                                                       | 3, später 5 (TV und Radio), tw. in HDTV (MPEG4) und mit AAC Ton |
| Österreich              |                                                                                                |                                                                     | 5 sowie Mux C regional mit mehreren Privatsendern, tw. in HDTV |
| Polen                   | nach 1. Januar 2010, Testbetrieb seit 2006                                                     | 23. Juli 2013                                                       | 3 (22 Free-TV, davon 2 auch in HDTV, MPEG4) |
| Rumänien                |                                                                                                | 2014                                                                | |
| Schweden                | April 1999                                                                                     | 29. Oktober 2007                                                    | 1 bis 5 |
| Schweiz                 | gestaffelt 1. Februar 2003 bis August 2007                                                     | gestaffelt 24. Juli 2006 bis 26. November 2007[1][2]                | bis am 3. Juni 2019 wurde DVB-T ersatzlos eingestellt |
| Serbien                 | 14. März 2012                                                                                  | 17. Juni 2015                                                       | 10 Free-TV |
| Slowakei                | September 2007                                                                                 | 31. Dezember 2012                                                   | 1 |
| Slowenien               | 2007                                                                                           | Dezember 2010                                                       | 2 landesweit (Mux A, 4 TV in MPEG4, davon 2 in HD sowie Mux C mit mehreren Privatsendern), einige regionale (je 1 in MPEG4 mit teilweise AAC-Ton), bereits regionale Tests in DVB-T2 bis 2013 |
| Spanien                 | 2000 (Pay-TV, eingestellt)/2005 (allgemein)                                                    | 2. April 2010                                                       | 11 bis 13 |
| Südafrika               | Testbetrieb seit 11/2008                                                                       | November 2011                                                       | MPEG4 |
| Tschechien              | Oktober 2004                                                                                   | September 2010                                                      | 3 (TV+Radio), in Prag 4; insg.12 TV, in Prag 16 TV tw. in HDTV |
| Ukraine                 | Juni 2006, Testbetrieb seit 2002                                                               | 2013                                                                | MPEG4 |
| Ungarn                  | 12. Oktober 2004                                                                               | 31. Oktober 2013                                                    | 3, nach der Umstellung ab 2014 5, seit 1. Dezember 2008 nur noch MPEG4 |
| Belarus                 | 1. Juli 2005                                                                                   | 1. August 2013                                                      | Zum 1. April 2011 wurden 94 Prozent der Bevölkerung im DVB-T-Standard versorgt. |

## Übersichtstabelle DVB-T2

### Deutschland
Am 8. Juni 2015 sind die Spezifikation und das Logo für Deutschland eingeführt worden. Die Verwendung setzt zwingend die Kompatibilität zum Codec H.265 und eine Decodierungsschnittstelle für die verschlüsselten Angebote der Privatsender voraus. Ab Frühjahr 2017 werden in Deutschland Set-Top-Boxen benötigt, um mit nicht DVB-T2-kompatiblen Geräten terrestrisches Fernsehen empfangen zu können.[veraltet]
Die Festlegung auf den Codec H.265 stellt im europäischen Vergleich einen Sonderweg dar. In den meisten europäischen Ländern erfolgt die DVB-T2 Ausstrahlung mit H.264/MPEG-4 AVC Kodierung. Entsprechend sind viele Set-Top-Boxen und TV-Geräte nicht mit dem in Deutschland eingesetzten H.265-Codec kompatibel und müssen speziell für den deutschen Markt angepasst werden. Mit dem effizienteren Codec H.265 können im Vergleich entweder etwa 20 % mehr oder höher auflösende Programme empfangen werden.

### Frankreich
Die Medienbehörde CSA empfahl im Februar 2012, den Umstieg auf DVB-T2 mit HEVC-Kompression bis 2020 durchzuführen. Am 5. April 2016 werden alle Multiplexe auf MPEG-4 (HDTV 1080i) mit DVB-T umgestellt, da ein Großteil der Fernseher und Set-Top-Boxen DVB-T mit H.264 unterstützen.

### Finnland
Ein technischer Test von DVB-T2 in Verbindung mit MPEG-4 AVC und HDTV im Raum Lahti ging in den Regelbetrieb für zwei Multiplexe des Pay-Betreibers DANN Oy über. Ende 2010 wurden über VHF-Sender 40 Prozent der Haushalte in den Gebieten Helsinki, Espoo, Vantaa, Turku, Lahti, Hämeenlinna und Tampere, Ende 2011 60 Prozent versorgt. Offizieller Sendestart war am 1. Januar 2011. Mitte 2012 erreichte der Versorgungsgrad 85 Prozent. Im September 2011 bekam der Netzbetreiber Digita eine Genehmigung für Dienste mit DVB-T2 Lite. Damit soll das Mobilfernsehen mit DVB-H ersetzt werden.

### Kroatien
Kurz nach vollendetem Umstieg auf DVB-T begannen erste DVB-T2 Projekte. 2012 sollen die Multiplexe C und E mit Sendungen beginnen. Netzbetreiber ist Odasiljaci i Veze (OiV). Ziel des Ausbaus ist ein Versorgungsgrad von 95 Prozent des Landes.

### Österreich
Die offizielle Einführung von DVB-T in Österreich fand am 26. Oktober 2006 statt. Nach 10 Jahren, mit Ende 2016, wurde der Betrieb mit DVB-T in Österreich zugunsten des Nachfolgestandard DVB-T2 eingestellt. Für die Einführung von DVB-T2 fanden von 2010 bis 2012 an verschiedenen Orten Versuchsbetriebe statt. Im April 2013 wurde unter dem Namen SimpliTV flächendeckendes, aber überwiegend verschlüsseltes DVB-T2 mit H.264 eingeführt. Abseits von SimpliTV gibt es drei TV und drei Radiosender, die unverschlüsselt ausgestrahlt werden. Die Umstellungsphase für die unverschlüsselten Programme auch mit H.264 erfolgte zwischen 2016 und 2017.

### Rumänien
Der Sendebetrieb für fünf nationale Multiplexe (davon einer über VHF) wurden im Mai 2014 ausgeschrieben. Ein Multiplex für frei empfangbare Programme soll bis 2016 für 80 % der Bevölkerung ausgebaut werden. Die anderen Muxe sind für 36 Standorte (bis zum ASO-Termin 2015) auszubauen.

### Russland
Im Mai 2011 begannen Tests in den Pilotgebieten Moskau, Sotschi, Kazan, Wladiwostok, Chabarowsk, Kaliningrad, Kursk und St. Petersburg. Bereits im September 2011 wählte eine Regierungskommission DVB-T2 für den weiteren Ausbau der Terrestrik. Ein Regelbetrieb startet in St. Petersburg im 2. Quartal 2012. 54 Mio. Euro, ursprünglich für den DVB-H-Ausbau vorgesehen, wurden für DVB-T2 (H.264) umgewidmet. Der Umstieg begann 2012. Im Januar 2015 wurden Moskau und Umgebung, Kursk und Kaliningrad mit den zwei Multiplexen von RTRS als letzte Regionen umgestellt.

### Schweiz
In der Schweiz war schon per 2017 ein Ausbau auf DVB-T2 nicht geplant. DVB-T diente zu diesem Zeitpunkt ausschließlich der Grundversorgung (Service public) und «als Absicherung für den Fall, dass der Empfang über Satelliten oder Kabelnetze aus technischen, rechtlichen oder politischen Gründen verunmöglicht sein sollte». Jede über die Grundversorgung hinausgehende Leistung hatte durch andere Angebote abgedeckt werden sollen (DVB-C, DVB-S, IPTV). Zuletzt wurde eine Optimierung durchgeführt, um die Sendekosten zu minimieren. Am 3. Juni 2019 wurde DVB-T in der Schweiz eingestellt. Da DVB-T nicht mehr zum Service public gehört, gibt es auch keinen Nachfolger, DVB-T2 wurde nie aufgebaut oder gar in Betrieb genommen.
 In der Schweiz gibt es noch einen DVB-T Regionalsender, ein Kabelnetz, in dem Fernsehen nicht in DVB-C, sondern DVB-T verbreitet wird (in Gland), sowie ein DVB-T2 Relay nach Österreich und bald eine DVB-T2 Antenne für Grand Genf.

### Serbien
Nach DVB-T Tests im Mai 2005 wurde im Mai 2009 DVB-T2 mit MPEG-4 (H.264) als Standard adaptiert. Die in Aussicht genommenen Sendeparameter (256QAM, 32k FFT, Guard Interval 1/8, Coderate 3/4 – ergibt 40,38 Mbps Nettobitrate) erlaube es, mit nur 12 Sendestandorten zu arbeiten. Der Switchover soll, nach dem Aufbau dreier weiterer Multiplexe, im Juni 2015 bei einem Ausbaustand von 98 Prozent beendet werden.
Mux 1 mit 95 % Versorgung (Zielstellung) transportiert 7 nationale und weitere regionale Programme, ein weiterer Multiplex ist lokal konzipiert. 30 regionale und 94 lokale Programme sind geplant.

### Tschechien
Soweit hier zu lesen wurde auf DVB-T2/HEVC umgestellt und nicht auf MPEG-4 wie im weiteren Verlauf des Artikels.
Der Netzbetreiber České Radiokomunikace (Cra) will auf DVB-T2 umstellen, um mit -Kompression HDTV-Programme zu ermöglichen. Ein Test lief von 2010 in Prag (Kanal 25, 40,2 Mbit/sec, mit CT HD, Nova HD, Prima HD und Barrandov HD) und später in Budweis bis Ende 2011. Ein weiterer Test über 18 Monate begann im April 2012 in Prag, Brünn, Ostrava und Pilsen. Netzbetreiber ist wiederum Cra.
2016 wurde entschieden, dass der Umstieg auf DVB-T2 mit H.264 binnen 6 Jahren vonstattengehen soll. Im Mai 2016 kündigte Cra einen 7 Monate-Test in Prag ein Test mit UltraHD-Ausstrahlungen im Prager Kanal 50 an.
der Ganze „Liste der Länder mit DVB-T-Betrieb“ scheint recht „out of Date“ zu sein... sollte entsprechend markiert oder überarbeitet werden

### Türkei
Netzbetreiber Anten startete im März 2013 einen DVB-T2 Techniktest in Ankara mit einem 27 Mbps-Mux und 2 HD und 5 SD-Programmen. Der Regelbetrieb startet im November 2013. Der Ausbau erfolgt regionweise mit jeweils sechsmonatigem Multicast. Der Abschluss der Einführung ist für 2015 vorgesehen, dann sollen 7 Muxe in 16 Städten portabel indoor verfügbar sein. Als Sendeparameter werden 64 QAM, FEC 2/3, Schutzintervall 19/256, FFT mit 32K und Pilot Pattern PP4 mit 27 Mbps genannt.

### Weitere Länder
- Die BBC begann am 27. Juni 2008 mit DVB-T2-Testaussendungen vom Sendestandort Guildford südwestlich von London. Am 2. Dezember 2009 begann in Großbritannien die Regelabstrahlung in der DVB-T2-Norm.
- Italien: Der Pay-TV-Anbieter Europa 7 war zwischen 2010 und Sommer 2014 im Regelbetrieb beinahe landesweit auf VHF Kanal 8 auf Sendung. Das verschlüsselte Angebot war überwiegend in HD.
- In Schweden ist Free- und Pay-TV in dieser Norm verfügbar.[41]
- In Dänemark wurde mit der Ausstrahlung via DVB-T2 am 1. November 2009 begonnen. Zu empfangen war das Privat-TV (Boxer) auf MUX 3 bis 5 sowie das neue staatliche Programm DR-HD auf MUX 2. Die anderen staatlichen und lokalen TV-Programme auf MUX 1 sendeten zunächst auf DVB-T weiter, wurden dann aber am 11. Januar 2012 ebenfalls auf DVB-T2 umgestellt.
- In Kenia gibt es im Moment auch DVB-T2-Pakete der KBC, zusammen mit Pay-TV.[42]
- In Namibia wurde Anfang Juli 2012, als erstem Land im südlichen Afrika, mit GOtv ein DVB-T2-Dienst begonnen.[43]